# Eleições estaduais em Mato Grosso do Sul em 1998
As eleições estaduais em Mato Grosso do Sul, em 1998, foram realizadas em 5 de outubro (1º turno) e 26 de outubro (2º turno), como parte das eleições gerais no Brasil. Os eleitores aptos a votaram elegeram o Presidente da República, Governador do Estado e um Senador da República, além de 8 deputados federais e 24 deputados estaduais. Como nenhum dos candidatos a governador obteve mais da metade dos votos válidos, um segundo turno foi realizado. Os principais candidatos a governador foram Ricardo Bacha (PSDB), Pedro Pedrossian (PTB) e Zeca do PT (PT). Para o Senado os principais candidatos foram Juvêncio da Fonseca (PMDB) e Carmelino Rezende (PSB).

## Contexto
Nessa disputa eleitoral, os partidos de esquerda formaram a coligação Movimento Muda Mato Grosso do Sul, que tinha à frente o Partido dos Trabalhadores (PT) e incorporava mais cinco partidos políticos: o Partido Democrático Trabalhista (PDT), que indicou o candidato a vice-governador, Moacir Kohl; o Partido Popular Socialista (PPS); o Partido Comunista do Brasil (PCdoB); o Partido Socialista Brasileiro (PSB) e o Partido dos Aposentados da Nação (PAN). 
A formação de aliança, com o maior número de partidos, era uma das orientações do PT nacional para aquela disputa eleitoral, e procurava estabelecer um campo democrático popular, especialmente com o PCdoB, o PSB e o PDT, em torno da candidatura de Lula para Presidente. Em Mato Grosso do Sul, José Orcírio Miranda dos Santos tinha pouquíssimas possibilidades de ser eleito; pois, na época, aparecia nas pesquisas em último lugar. Fato, este,  que salienta uma das características do eleitorado do estado de estrutura agrária e um caráter conservador. O Mato Grosso do Sul, nesses 30 anos de criação e 28 anos de constituição política, teve três governadores nomeados pelo presidente da República e seis eleitos pelo voto direto.

## Candidaturas
| Candidato(a) a governador(a) | Candidato a vice-governador | Candidato(a) a senador(a)       |
| ---------------------------- | --------------------------- | ------------------------------- |
| Heitor Pereira PRONA         | Mário Xavier Martins PRONA  | Marcos Antônio dos Santos PRONA |
| Pedro Pedrossian PTB         | Ricardo Bernal PFL          | Saulo Queiroz PFL               |
| Ricardo Bacha PSDB           | Humberto Teixeira PMDB      | Juvêncio da Fonseca PMDB        |
| Zeca do PT PT                | Moacir Kohl PDT             | Carmelino Rezende PPS           |
|                              |                             | Marco Antônio Monje PSTU        |

### Governo do Estado
| Candidato(a)             | Vice                         | 1º turno 5 de outubro de 1998 | 1º turno 5 de outubro de 1998 | 2º turno 26 de outubro de 1998 | 2º turno 26 de outubro de 1998 |
| Candidato(a)             | Vice                         | Total                         | Percentagem                   | Total                          | Percentagem                    |
| ------------------------ | ---------------------------- | ----------------------------- | ----------------------------- | ------------------------------ | ------------------------------ |
| Zeca do PT (PT)          | Moacir Kohl (PDT)            | 263.350                       | 32,77%                        | 548.040                        | 61,27%                         |
| Ricardo Bacha (PSDB)     | Humberto Teixeira (PMDB)     | 309.330                       | 38,50%                        | 346.466                        | 38,73%                         |
| Pedro Pedrossian (PTB)   | Ricardo Bernal (PFL)         | 220.362                       | 27,42%                        | Não participou                 | Não participou                 |
| Heitor Pereira (PRONA)   | Mário Xavier Martins (PRONA) | 10.489                        | 1,31%                         | Não participou                 | Não participou                 |
| → Total de votos válidos | → Total de votos válidos     | 803.531                       | 80,59%                        | 894.506                        | 95,64%                         |
| → Votos em branco        | → Votos em branco            | 116.816                       | 11,71%                        | 9.503                          | 1,01%                          |
| → Votos nulos            | → Votos nulos                | 76.770                        | 7,69%                         | 31.271                         | 3,34%                          |
| Total                    | Total                        | 997.117                       | —                             | 935.280                        | —                              |
| Abstenções               | Abstenções                   | —                             | —                             | —                              | —                              |
| Total de inscritos       | Total de inscritos           | —                             | 100%                          | —                              | 100%                           |

#### Gráficos
| Primeiro turno - Esquema Gráfico | Primeiro turno - Esquema Gráfico | Primeiro turno - Esquema Gráfico | Primeiro turno - Esquema Gráfico | Primeiro turno - Esquema Gráfico |
| -------------------------------- | -------------------------------- | -------------------------------- | -------------------------------- | -------------------------------- |
|                                  |                                  |                                  |                                  |                                  |
| Ricardo Bacha                    | Ricardo Bacha                    |                                  | 38,50%                           | 38,50%                           |
| Zeca do PT                       | Zeca do PT                       |                                  | 32,77%                           | 32,77%                           |
| Pedro Pedrossian                 | Pedro Pedrossian                 |                                  | 27,42%                           | 27,42%                           |
| Heitor Pereira                   | Heitor Pereira                   |                                  | 1,31%                            | 1,31%                            |
| Brancos e Nulos                  | Brancos e Nulos                  |                                  | 19,40%                           | 19,40%                           |

| Segundo turno - Esquema Gráfico | Segundo turno - Esquema Gráfico | Segundo turno - Esquema Gráfico | Segundo turno - Esquema Gráfico | Segundo turno - Esquema Gráfico |
| ------------------------------- | ------------------------------- | ------------------------------- | ------------------------------- | ------------------------------- |
|                                 |                                 |                                 |                                 |                                 |
| Zeca do PT                      | Zeca do PT                      |                                 | 61,27%                          | 61,27%                          |
| Ricardo Bacha                   | Ricardo Bacha                   |                                 | 38,73%                          | 38,73%                          |
| Brancos e Nulos                 | Brancos e Nulos                 |                                 | 4,35%                           | 4,35%                           |

### Senado Federal
| Candidato (a)                     | Votos   |
| --------------------------------- | ------- |
| Juvêncio da Fonseca (PMDB)        | 384.264 |
| Carmelino Rezende (PPS)           | 239.050 |
| Saulo Queiroz (PFL)               | 102.560 |
| Marcos Antônio dos Santos (PRONA) | 9.821   |
| Marco Antônio Monje (PSTU)        | 8.888   |

## Resultado da eleição para senador
Os números a seguir refletem o registrado junto ao Tribunal Superior Eleitoral e outras fontes. 
| Candidatos a senador da República | Candidatos a suplente de senador        | Número | Coligação                                                                    | Votos   | Percentual |
| --------------------------------- | --------------------------------------- | ------ | ---------------------------------------------------------------------------- | ------- | ---------- |
| Juvêncio da Fonseca PMDB          | Celso dal Lago PPB Lamartine Costa PMDB | 15     | Frente pela Renovação (PMDB, PSDB, PPB, PL, PSD, PTN, PRTB, PTdoB, PRP, PGT) | 384.264 | 51,60%     |
| Carmelino Rezende PPS             | Cláudio Freire PSB Celso Costa PPS      | 23     | Movimento Muda Mato Grosso do Sul (PPS, PT, PDT, PSB, PCdoB, PAN)            | 239.050 | 32,10%     |
| Saulo Queiroz PFL                 | Vilson Bernardes de Melo PTB            | 25     | Pela vontade do Povo (PTB, PFL, PSC, PST, PV, PRN, PSN, PMN)                 | 102.560 | 13,77%     |
| Marcos Santos PRONA               | Gidalte Silva PRONA                     | 56     | PRONA (sem coligação)                                                        | 9.821   | 1,31%      |
| Marcos Monje PSTU                 | Maria Razek PSTU                        | 16     | PSTU (sem coligação)                                                         | 8.888   | 1,22%      |

### Câmara dos Deputados
No estado elegeram-se 8 deputados federais. O ícone  indica os que foram reeleitos.

Representação eleita
  PT: 2
  PSDB: 2
  PMDB: 1
  PPB: 1
  PFL: 1
  PTB: 1

| Número | Candidato              | Partido | Votos  | Coligação              |
| ------ | ---------------------- | ------- | ------ | ---------------------- |
| 1313   | Ben-Hur Ferreira       | PT      | 79.655 | Frente Popular MS      |
| 1515   | Waldemir Moka          | PMDB    | 67.756 | Frente pela Renovação  |
| 4555   | Marisa Serrano         | PSDB    | 54.537 | Frente pela Renovação  |
| 4545   | Marçal Filho           | PSDB    | 50.769 | Frente pela Renovação  |
| 1111   | Flávio Derzi           | PPB     | 50.589 | Frente pela Renovação  |
| 2501   | Pedro Pedrossian Filho | PFL     | 43.587 | O Caminho da Esperança |
| 1414   | Nelson Trad            | PTB     | 28.976 | O Caminho da Esperança |
| 1311   | João Grandão           | PT      | 19.169 | Frente Popular MS      |

Obs.: A tabela acima mostra somente os candidatos eleitos.

#### Assembleia Legislativa
No estado elegeram-se 24 deputados estaduais. O ícone  indica os que foram reeleitos.

Representação eleita
  PSDB: 7
  PMDB: 4
  PTB: 4
  PDT: 3
  PFL: 2
  PPS: 2
  PT: 1
  PL: 1

Fonteː
| Candidato (a)             | Partido | Votos  | Coligação              |
| ------------------------- | ------- | ------ | ---------------------- |
| Londres Machado           | PSDB    | 30.957 | Frente pela Renovação  |
| Celina Jallad             | PMDB    | 23.605 | Frente pela Renovação  |
| Waldir Neves              | PSDB    | 20.497 | Frente pela Renovação  |
| Roberto Orro              | PSDB    | 19.274 | Frente pela Renovação  |
| Cícero de Souza           | PTB     | 17.012 | O Caminho da Esperança |
| Jerson Domingos           | PSDB    | 16.838 | Frente pela Renovação  |
| Maurício Picarelli        | PFL     | 16.098 | O Caminho da Esperança |
| Murilo Zauith             | PSDB    | 15.965 | Frente pela Renovação  |
| Laerte Tetila             | PT      | 15.952 | Frente Popular MS      |
| Zé Teixeira               | PFL     | 15.890 | O Caminho da Esperança |
| Onevan de Matos           | PMDB    | 15.334 | Frente pela Renovação  |
| Flávio Kayatt             | PSDB    | 14.872 | Frente pela Renovação  |
| Antônio Braga             | PMDB    | 14.845 | Frente pela Renovação  |
| Nelito Câmara             | PMDB    | 13.996 | Frente pela Renovação  |
| Akira Otsubo              | PSDB    | 13.663 | Frente pela Renovação  |
| Paulo Corrêa              | PTB     | 13.051 | O Caminho da Esperança |
| Antônio Carlos Arroyo     | PTB     | 12.040 | O Caminho da Esperança |
| Pastor Reginaldo Ferreira | PL      | 11.370 | Frente pela Renovação  |
| Luizinho Tenório          | PDT     | 10.713 | Frente Popular MS      |
| Ary Rigo                  | PTB     | 9.599  | O Caminho da Esperança |
| José Monteiro             | PDT     | 9.156  | Frente Popular MS      |
| Sandro Fabi               | PPS     | 9.127  | Frente pela Renovação  |
| Geraldo Resende           | PPS     | 8.953  | Frente pela Renovação  |
| Dr. Loester               | PDT     | 8.355  | Frente Popular MS      |

Obs.: A tabela acima mostra somente os candidatos eleitos.